# Bodzaszagú ujjaskosbor
A bodzaszagú ujjaskosbor (Dactylorhiza sambucina) a kosborfélék családjába tartozó, Európában honos, hegyi réteken, cserjésekben élő, Magyarországon védett növényfaj.

## Megjelenése
A bodzaszagú ujjaskosbor 11-20 cm magas, lágyszárú, évelő növény. Ikergumói a talajban találhatók. 2-4 tőlevele fordított tojásdad alakú, hosszuk 6-12 cm, szélességük 1-3 cm. 2-3 további szárlevele jelentősen kisebb.  
Áprilistól júniusig virágzik. Virágzata rövid, tömött fürt, amelyet 8-15 virág alkot. Színük Magyarországon általában halványsárga, ritkábban húsvörösek vagy bíborszínűek. A külső lepellevelek (szirmok) közül a külsők elállók, alakjuk hosszúkás-tojásdad, hosszuk 9-12 mm, szélességük 3,6-4,5 mm. A középső külső lepellevél, valamint a belső lepellevelek sisakká borulnak össze.  A mézajak osztatlan vagy gyengén háromkaréjú, széle enyhén csipkés, hossza 7-9 mm, szélessége 9-11 mm. A sárga színváltozat esetén piros pöttyös rajzolat látható rajta; a piros/bíborszínű mézajak töve elsárgul és szintén pirosan pöttyözött.  A sarkantyú vastag, vége tompán kúpos, lefelé görbül; hossza 10-15 mm, szélessége 3-4,5 mm.
Termése 14-21 mm hosszú, 3-5 mm vastag toktermés, benne átlagosan 3300 (1600-11000) apró maggal.

### Hasonló fajok
A sápadt kosbor (Orchis pallens) mézajka mindig egyszínű, rajzolat nélküli, murvalevelei a magháznál rövidebbek.

## Elterjedése
Európában honos. Elterjedésének határait nyugaton az Ibériai-félsziget, északon Dél-Skandinávia, keleten Ukrajna, délen Szicília és Görögország jelenti. 2400 méteres magasságig is hatol. Magyarországon inkább az alacsonyabb hegyvidékek növénye (állományainak 47%-a itt található), míg a magasabb hegyvidékre 21%, a dombvidékre 31% jut. Az Északi- és a Dunántúli-középhegységből, a Mecsekből és Kőszeg, valamint Sopron környékéről ismert. Egyetlen síksági populációja a Rákos-mezőn volt, de mára kipusztult.  

## Életmódja
Hegyi réteken, szőrfűgyepekben, mészkerülő erdőkben, sziklacserjésekben, gesztenyésekben, erdőszéleken, irtásréteken él. A savanyú talajt részesíti előnyben, élőhelyein a talaj pH-ját 4,3-6,4 közöttinek (átlagosan 5,5) mérték.  
A csírázás után hajtásai először 2 év elteltével jelennek meg a felszínen, majd a virágzásra további 10 év után kerül sor. Élettartama a 40 évet is meghaladhatja. 
A többi hazai orchideához hasonlóan fejlődéséhez elengedhetetlen a gombaszimbionta jelenléte. Partnere általában a Ceratobasidium, Tulasnella, Sebacina, Rhizoctonia nemzetségekből kerül ki.    
Hajtásai március-áprilisban bukkannak elő. Április elejétől június közepéig virágzik, középnapja május 8. Nektárt nem termel, de virágai a sárga tavaszi kankalinra, illetve a bíborvörös indás ínfűre hasonlítanak és emiatt vonzzák a beporzó rovarokat. Általában poszméhek gondoskodnak a beporzásáról. A megtermékenyülés hatékonyságét Skandináviában mindössze 2-3%-nak, Magyarországon 48%-nak mérték. Önmegporzást nem végez. A termések júniusra érnek be. Nemzetségének számos tagjával, illetve a szúnyoglábú bibircsvirággal is hibridizálódhat, de hibrid példányokat itthon még nem figyeltek meg. 

## Természetvédelmi helyzete
A bodzaszagú ujjaskosbor nagy területen elterjedt, helyenként gyakori faj. Bár egyes országokban (pl. Csehország vagy Szlovákia) száma megcsappant és szigorúan védett, összességében léte nem veszélyeztetett. A Természetvédelmi Világszövetség Vörös listáján "nem fenyegetett" státusszal szerepel. Leginkább élőhelyének változása, beerdősülése vagy a vadkár jelent számára veszélyt. Magyarországon eddig összesen 76, 1990 óta 38 állományát mérték fel, visszaszorulása 50%-os. Teljes egyedszámát néhány ezres nagyságrendűre becslik. 1982 óta védett, természetvédelmi értéke 10 000 Ft.

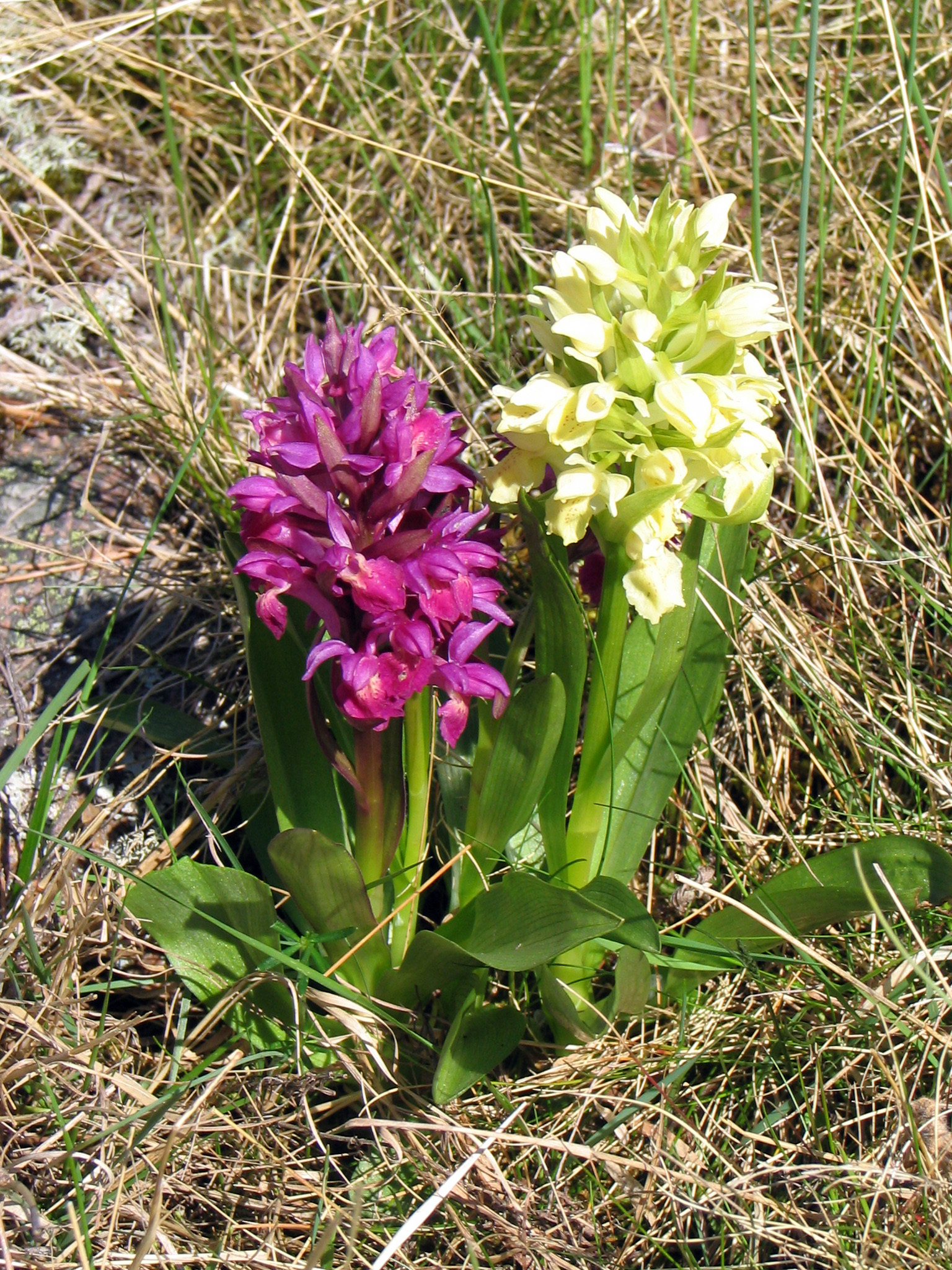
Habitusa
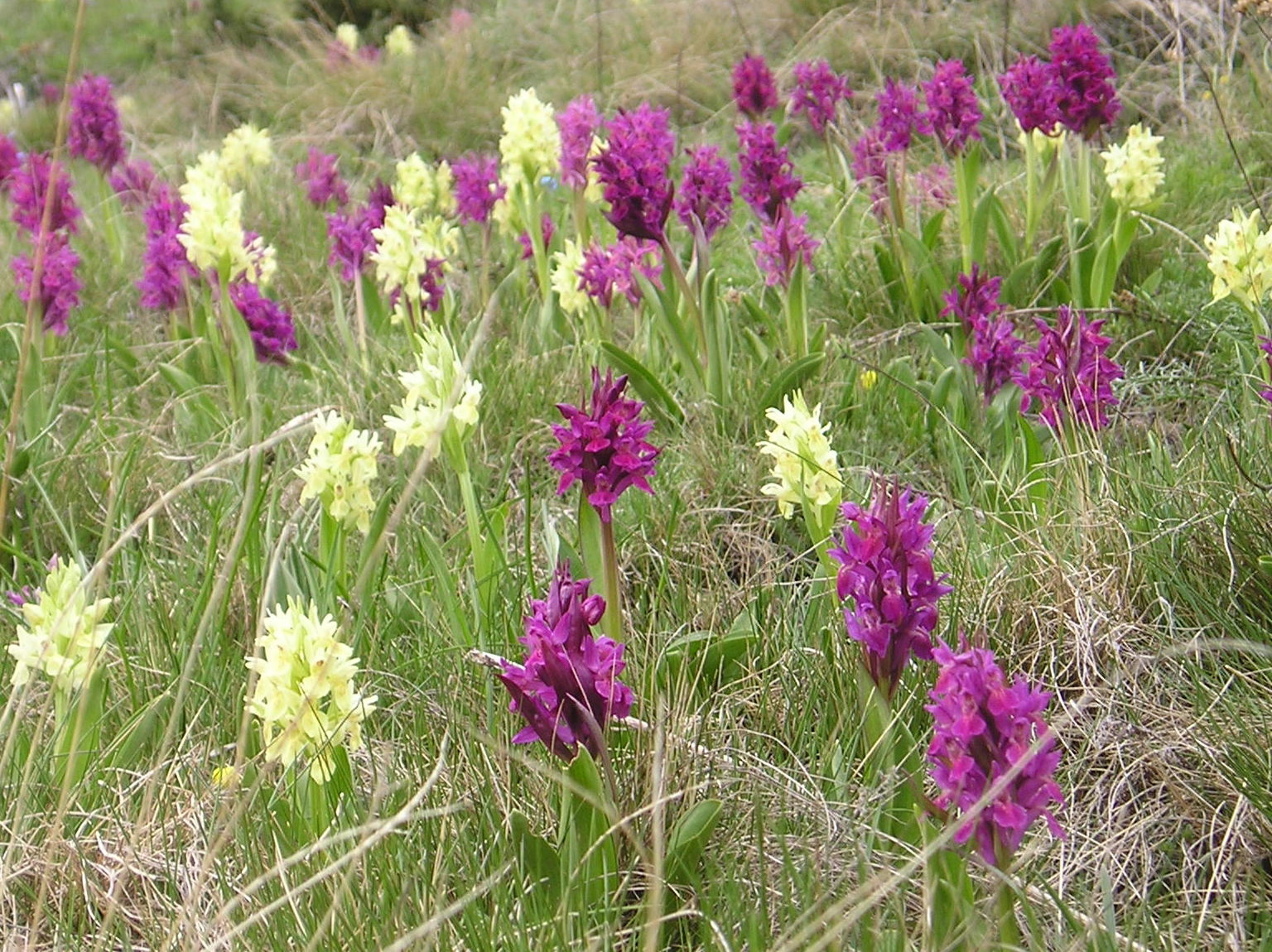
Jellemző élőhelyén
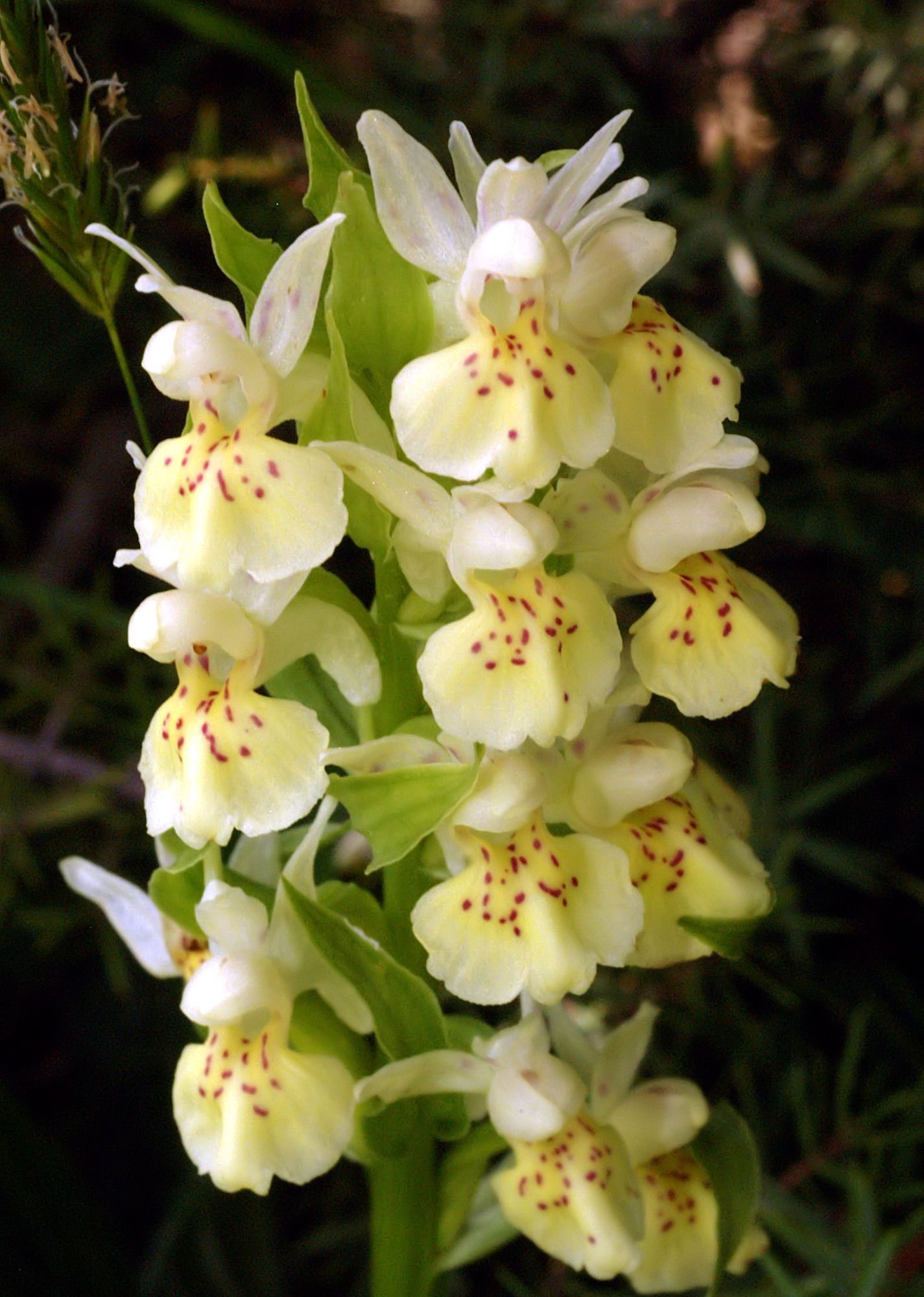
Virága
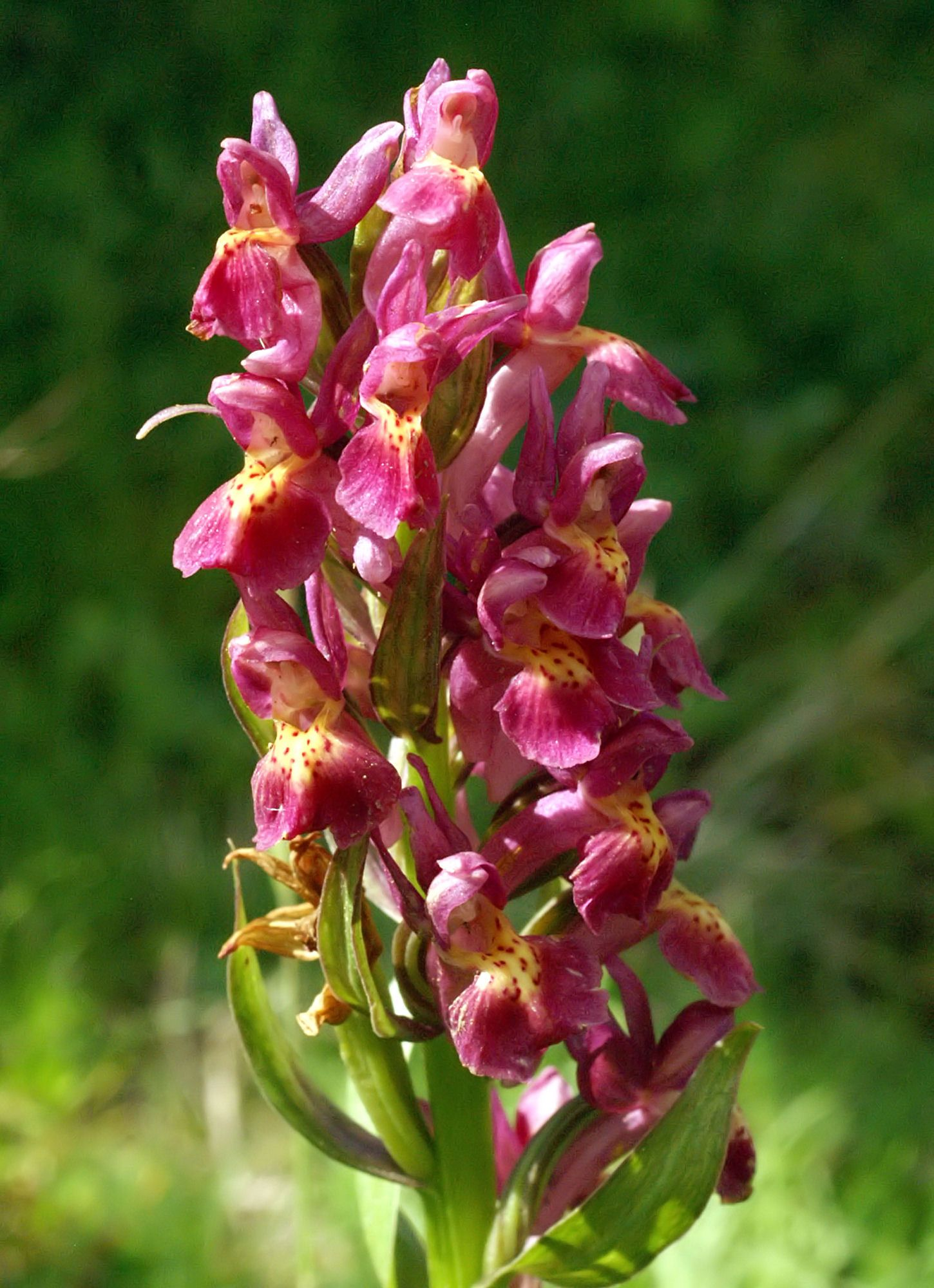
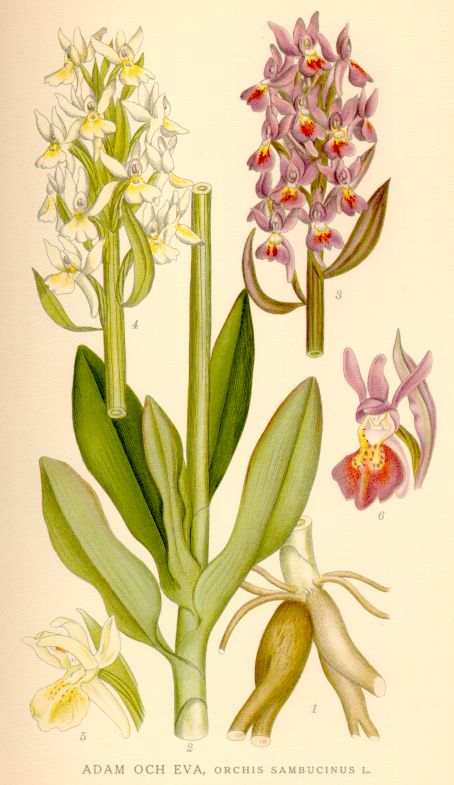
Ábrázolása egy svéd botanikakönyvben (1917-1926)